# Dhaulagiri (zona amministrativa)
Dhaulāgīrī (धौलागिरी अञ्चल in lingua nepalese, occidentalizzato in Dhawalagiri o Dhaulagiri; pronunciato /daulà-ghirì/) è una ex zona amministrativa del Nepal e prende il nome dall'omonimo gruppo montuoso. Come tutte le zone è stata soppressa nel 2015.
Faceva parte della Regione di Sviluppo Occidentale e la sua città più importante è Baglung.

## Geografia antropica

### Suddivisioni amministrative
La Zona di Dhawalagiri si suddivide in 4 distretti:
| Distretti | Capitali |
| --------- | -------- |
| Baglung   | Baglung  |
| Mustang   | Jomson   |
| Myagdi    | Beni     |
| Parbat    | Kusma    |